# Everton Football Club 1890-1891
Questa voce raccoglie le informazioni riguardanti il Everton Football Club nelle competizioni ufficiali della stagione 1890-1891.

## Rosa
| N. |                        | Ruolo | Calciatore     |
| -- | ---------------------- | ----- | -------------- |
|    | Inghilterra (bandiera) | P     | Robert Smalley |
|    | Scozia (bandiera)      | D     | Andrew Hannah  |
|    | Scozia (bandiera)      | D     | Duncan McLean  |
|    | Galles (bandiera)      | D     | Charlie Parry  |
|    | Scozia (bandiera)      | C     | Patrick Gordon |
|    | Inghilterra (bandiera) | C     | Johnny Holt    |
|    | Scozia (bandiera)      | C     | Alex Lochhead  |
|    | Scozia (bandiera)      | C     | Hope Robertson |
|    | Scozia (bandiera)      |       | Daniel Doyle   |
|    | Inghilterra (bandiera) |       | David Kirkwood |

| N. |                        | Ruolo | Calciatore       |
| -- | ---------------------- | ----- | ---------------- |
|    | Inghilterra (bandiera) | A     | John Angus       |
|    | Scozia (bandiera)      | A     | Alexander Brady  |
|    | Inghilterra (bandiera) | C     | Edgar Chadwick   |
|    | Inghilterra (bandiera) | A     | Fred Geary       |
|    | Scozia (bandiera)      | A     | Alex Latta       |
|    | Inghilterra (bandiera) | A     | Alf Milward      |
|    | Scozia (bandiera)      | A     | Thomas Wylie     |
|    | Scozia (bandiera)      |       | David Jardine    |
|    | Inghilterra (bandiera) |       | William Campbell |
|    | Inghilterra (bandiera) |       | Jack Elliott     |

## Risultati

### FA Cup
| Sunderland 17 gennaio 1891 Primo turno | Sunderland | 1 – 0 | Everton |  |

## Statistiche

### Statistiche dei giocatori
| Giocatore    | First Division | First Division |
| Giocatore    | Presenze       | Reti           |
| ------------ | -------------- | -------------- |
| J. Angus     | 11             | 0              |
| A. Brady     | 21             | 9              |
| W. Campbell  | 13             | 1              |
| E. Chadwick  | 22             | 10             |
| D. Doyle     | 20             | 0              |
| J. Elliott   | 1              | 0              |
| F. Geary     | 22             | 20             |
| P. Gordon    | 3              | 0              |
| A. Hannah    | 20             | 0              |
| J. Holt      | 21             | 1              |
| D. Kirkwood  | 19             | 1              |
| D. Jardine   | 10             | 0              |
| A. Latta     | 10             | 4              |
| A. Lochhead  | 1              | 0              |
| D. McLean    | 5              | 0              |
| A. Milward   | 22             | 12             |
| C. Parry     | 13             | 0              |
| H. Robertson | 3              | 1              |
| R. Smalley   | 1              | 0              |
| T. Wylie     | 4              | 4              |